# Frank C. Partridge
Frank C. Partridge (Middlebury, 1861. május 7. – Proctor, 1943. március 2.) az Amerikai Egyesült Államok szenátora (Vermont, 1930–1931).